# Obusier de type 96 de 24 cm
L'obusier de type 96 de 24 cm (japonais : 九六式二十四糎榴弾砲, Kyūroku -shiki nijūyon-senchi ryūdanhō ) était un canon de siège utilisé par l'Armée impériale japonaise durant la guerre soviéto-japonaise et la guerre du Pacifique de 1936 à 1945. La désignation Type 96 indique l'année de son introduction, l'année Kōki 2596 ou 1936 selon le calendrier grégorien.

## Histoire

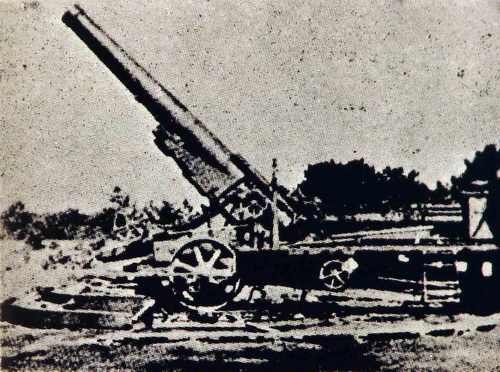
Obusier de type 96 de 24 cm

Depuis le succès du siège de Port-Arthur durant la guerre russo-japonaise, le développement d'obusiers lourds avait pris une haute priorité. L'obusier de 28 cm L/10 (en) de conception Armstrong de l'Armée impériale japonaise avait été déterminant dans la destruction des défenses de Port-Arthur et le naufrage de la flotte ancrée dans son port. Cela entraîna le développement de plusieurs canons de siège, qui pouvaient également être utilisés comme canons de siège et de défense côtière. Le premier fut l'obusier Type 45 de 240 mm qui pesait 38 tonnes et nécessitait un équipage de 50 hommes et deux jours pour être installé. Le second fut l'obusier Type 7 de 30 cm (en) qui fut introduit en 1918. La version à canon court pesait 59 tonnes tandis que la version à canon long pesait 97 tonnes. Bien que les deux fussent des armes puissantes, leur poids était considéré comme excessif et cela affectait négativement leur mobilité. Bien que satisfaits des deux conceptions, deux nouveaux canons furent commandés en 1936, l'obusier Type 96 de 15 cm et l'obusier Type 96 de 24 cm. Les deux étaient plus légers et plus mobiles que leurs prédécesseurs, mais tandis que le Type 96 de 15 cm fut un succès, le Type 96 de 24 cm fut un échec en raison d'une dispersion excessive des projectiles et d'une portée irrégulière qui ne furent jamais résolues. Par conséquent, seulement huit obusiers Type 96 de 24 cm furent construits. Pour le transport, l'obusier Type 96 de 24 cm pouvait être démonté en quatre charges et tracté par des tracteurs. Une fois sur site, une plate-forme tournante était assemblée et fermement ancrée au sol. Le canon était alors monté sur la plate-forme tournante et disposait de 120° de débattement et de +65° d'élévation.

### Guerre du Pacifique
Le Type 96 vit sa première action durant la campagne des Philippines en 1942, lorsque les forces américano-philippines se retirèrent dans la péninsule de Bataan. Les premières attaques japonaises échouèrent en raison de la résistance acharnée des Alliés, si bien que le commandant en chef de la 14e armée, le lieutenant-général Masaharu Homma fit venir des unités d'artillerie lourde pour préparer de nouvelles attaques. Parmi les 300 canons déployés se trouvaient deux obusiers Type 96 de la 2e compagnie indépendante d'artillerie lourde. Le 3 avril 1942, les canons japonais ouvrirent le feu à 9 heures et continuèrent jusqu'à 14 heures. Durant ce bombardement de six heures, 80 obus furent tirés par la 2e compagnie indépendante d'artillerie lourde. Le 4 mai 1942, les Japonais commencèrent à bombarder la forteresse insulaire de Corregidor. Au cours du bombardement, les obusiers Type 96 et Type 45 de 24 cm tirèrent un total de 2 915 obus. Corregidor finit par tomber le 6 mai 1942

### Guerre soviéto-japonaise
En 1945, les obusiers Type 96 furent déplacés vers la forteresse de Kotō en Mandchourie pour renforcer la défense japonaise en préparation d'une attaque soviétique. L'armée japonaise avait construit huit forteresses le long de la frontière avec l'Union soviétique, dont la forteresse de Kotō sur la rivière Oussouri était la plus forte. Des fortifications à grande échelle, similaires à la ligne Maginot, étaient gardées par la 4e unité de garde-frontières. L'équipage de 1 400 hommes disposait de deux batteries de canons de campagne et d'obusiers, du canon ferroviaire Type 90 de 240 mm et de l'obusier expérimental de 41 cm. Lorsque l'Armée rouge attaqua les positions japonaises autour de la forteresse de Kotō lors de l'opération August Storm en août 1945, l'équipage fut anéanti.